# Lagos (stát)
Lagos je jeden ze 36 států Nigérie ležící v jihozápadní části země. Jeho hlavním městem je Ikeja, ačkoliv nejlidnatějším městem ve státě je největší nigerijské město Lagos (a také nejlidnatější město celé Afriky), po kterém zároveň stát nese svůj název. Stát Lagos je druhým nejlidnatějším nigerijským státem po státě Kano, když zde v roce 2020 žilo přibližně 13 milionů obyvatel. Zároveň je Lagos z hlediska rozlohy nejmenším státem v zemi.   
Na západě stát sdílí hranici s Beninem, na jihu se nachází nigerijské pobřeží a Beninský záliv, jenž je součástí Guinejského zálivu. Na severu sousedí se státem Ogun, přičemž s žádným dalším nigerijským státem již stát Lagos nesousedí (je tak jediným nigerijským státem, který sousedí pouze s jediným dalším státem v zemi). Oficiálně stát vznikl v květnu 1967.